# Europop
Europop (também conhecido como pop europeu) refere-se ao estilo de música pop desenvolvido na Europa continental a partir de meados da década de 1960, diferenciando-se do pop americano pela influência acentuada da música disco e ritmo mais dançante. Primariamente manifestou-se em países como Suécia, Alemanha e Holanda, e rapidamente atingiu o restante do continente. Através do Europop, a primeira banda originária de um país cuja língua materna não é o inglês atingiu o topo das paradas britânicas e estadunidenses, posto alcançado pelo grupo sueco ABBA, com a canção Waterloo, em 1974.